# 1-ша Задніпровська Українська радянська дивізія
1-ша Задніпровська Українська радянська дивізія — військове з'єднання у складі Української радянської армії, 21 лютого — 15 квітня 1919 р.

## Формування
26 січня 1919 року Особливий загін під командуванням командира 7-го Сумського полку 2-ї Української радянської дивізії П. Ю. Дибенка під час наступу Українського фронту опанував місто Катеринослав.
Фронту потрібно було продовжити наступ на південь. Вирішальне значення в цій ситуації мала позиція селянства центральних і південних районів України. Крім того, єдина в степовій Україні Катеринославська залізниця мала стратегічне значення, а тому питання про контроль над нею стояв надзвичайно гостро. Якраз поблизу від цієї залізниці розташовувалися місцеві повстанські загони.
27 січня Дибенко та його начальник штабу Петриківський були терміново викликані до Харкова до командувача військ Українського фронту Антонова-Овсієнка. Антонов-Овсієнко наказав Дибенку створити з повстанських і партизанських загонів Північної Таврії (Таврійська губернія) стрілецьку дивізію і приступити до виконання бойового завдання в складі Українського фронту. Начальником дивізії призначався Дибенко, начальником штабу - Петриківський, начальником політвідділу - О. М. Коллонтай (на той час, дружина Дибенко) .
Після повернення Дибенка з Харкова в штабному вагоні Особливої загону зібралися викликані спеціальною телеграмою командири партизанських і повстанських загонів Північної Таврії (Бердянський, Мелітопольський і Дніпровський повіти Таврійської губернії) Дибенко ознайомив їх з обстановкою на півдні губернії, де білогвардійці закріпилися на лінії Великий Токмак - Пришиб - село Федорівка і мали намір тримати оборону на цьому рубежі.
Дибенко оголосив присутнім про початок формування дивізії, яка в березні повинна була перейти в наступ і вже в квітні - опанувати Кримом. Виходячи з чисельності загонів Північної Таврії, командування дивізії планувало сформувати шість полків, зведених в три бригади. Командиром однієї з бригад був призначений феодосійський робочий Котов, ще однією - Нестор Махно.
Загони Махна в цей період вели запеклі бої проти російських білих військ (3-я дивізія Добровольчої армії генерала В. З. Май-Маєвського), наступаючих з Донбасу.

## Перехід отамана Григор'єва на бік Червоної армії
На початку лютого стало відомо про перехід на сторону Червоної армії Херсонської дивізії армії УНР під командуванням отамана Н. А. Григор 'єва, що діяла на території Херсонської губернії, в районі Миколаїв — Херсон.
1 лютого Григор'єв вступив в переговори з радянськими військами — він встановив зв'язок з начальником штабу Особливої групи радянських військ Петренко, заявивши, що веде переговори від імені боротьбистського Центрревкому. Григор'єв заявив, що в його розпорядженні знаходиться двадцять партизанських загонів, які готові вести боротьбу з петлюрівцями, білогвардійцями, німцями і інтервентами. Отаман також мав телефонну розмову з командувачем Українського фронту В. О. Антоновим-Овсієнко. Під час перемов він погодився підпорядкуватися командуванню Червоної армії, а також визнати Раднарком УСРР — тим самим він фактично відрікався від боротьбистського Центрревкому.
2 лютого голова Раднаркому УРСР Х. Раковський повідомив в Москву: «Відбулася угода між представниками наших армій, що оперують на кордоні Катеринославської і Херсонської губерній, і отаманом Григор'євим. Він - український есер, який володіє значними партизанськими силами і оперує в Херсонській губернії суцільно до Миколаєва ... ».
В оперативному зведенні штабу Реввійськради Групи військ Харківського напряму від 5 лютого 1919 року повідомлялося, що загони Григор'єва контролюють район Знам'янка - Користівка - Олександрія Херсонської губернії - Кривий Ріг - Довгінцева - Апостолове, а також станцію Ново-Полтавка, на північ від Миколаєва. У зведенні за 15 лютого повідомлялося, що під контролем отамана перебували також Єлисаветград, Нікополь, Новоукраїнка та інші населені пункти.
18 лютого частини Григор'єва увійшли до складу 1-ї Задніпровської Української радянської дивізії. Згідно з Наказом № 18 по військах Групи військ харківського напряму від 21 лютого 1919 року, з частин, що знаходяться під командуванням Дибенка, Григор'єва і Махна утворювалася стрілецька дивізія, яка отримала найменування 1-я Задніпровська Українська радянська дивізія. Начальником дивізії (начдивом) призначався Дибенко, з повстанських загонів отамана Григор'єва формувалася 1-а бригада, з повстанських загонів Північної Таврії - 2-а бригада, з повстанських загонів Махна - 3-тя бригада.
У цей час під командуванням Григор'єва перебувало понад 5 тисяч колишніх повстанців, що мали на озброєнні 100 кулеметів і 10 гармат.
Після того, як частини Григор'єва були переформовані по штатах РСЧА в 1-шу бригаду 1-ї Задніпровської Української радянської дивізії, бригаді було поставлено завдання тримати фронт на північ від лінії Вознесенськ - Олешки - Нікополь - Апостолове - Кривий Ріг, стримуючи просування військ Антанти і не допускаючи їх об'єднання з наступаючими з Північної Таврії російськими білогвардійцями.
20 лютого французькі війська вибили  «григор'євців» з Вознесенська.
Тим часом Антонов-Овсієнко розпорядився почати наступ бригади Григор'єва на Причорномор'я.

## Одесько-Миколаївська операція
На початку лютого в Херсоні, де вже знаходилося 500 військовиків Антанти, висадилося додатково 500 французьких і 2 тисячі грецьких військовиків. У Миколаєві кількість французьких і грецьких військ досягла 3 тисяч багнетів. Інтервенти також розраховували на залишки 15-ї німецької дивізії, які залишилися в місті (до 16 тисяч багнетів). На всіх залізничних станціях від Одеси до Херсона розмістилися дрібні загони по 30-40 солдатів Антанти. На великих станціях гарнізони Антанти складали 400-500 бійців.
Почавши загальний наступ на Херсон, Григор'єв вже через тиждень відбив Вознесенськ, і частини Антанти були змушені створювати протяжний фронт уздовж залізниці Миколаїв - Херсон, задіявши до 8 тисяч солдатів, 20 гармат, 18 танків, 4 броньовики, 5 літаків. Проти них в той час Григор'єв міг виставити лише близько 6 тисяч селян-повстанців з 8 гарматами. Однак інтервенти не змогли стримати натиску селянських загонів.
До 27 лютого григор'євці відбили у противника Білу Криницю та інші населені пункти. 27 лютого командування радянських військ направило Григор'єву політкомісарів - комуніста Ратіна, а з ним ще 35 більшовиків для проведення політичної роботи в бригаді. В той самий час до Григор'єва прибув і член боротьбистської партії Юрій Тютюнник, якого Григор'єв призначив своїм начальником штабу. Боротьба за політичний вплив на григор'євців продовжилася.
3 березня григор'євці почали облогу Херсона. 8 березня, після п'яти днів запеклих боїв, григор'євці увірвалися в місто, відтіснивши греків в порт. Командування військами Антанти вислало на допомогу Херсонському гарнізону підкріплення, проте вони не встигли вивантажитися і не взяли участі в боях.
10 березня місто було взято, при цьому Григор'єв захопив 6 гармат, близько 100 кулеметів, 700 гвинтівок. Греки в ході боїв за Херсон втратили більше 300 солдатів і офіцерів убитими і полоненими, причому 70 полонених було розстріляно григор'євцями. Григор'єв наказав завантажити трупи грецьких солдатів на пароплав і відправити головному союзницькому командуванню до Одеси.
Після втрати Херсона велике угруповання військ (до 2 тисяч багнетів Антанти і 2 ескадрони білогвардійців) в районі Вознесенська спробувала атакувати місто, але григор'євці відбили атаку. Тим часом солдати у французьких частинах мітингували і відмовлялися йти в наступ. Французьке командування було змушене відвести свої війська на станцію Колосівка.
Одночасно з операцією по оволодінню Херсоном війська 1-ї бригади вели наступ на Миколаїв, який обороняла 15-я німецька дивізія ландверу під командуванням генерала Зак-Гальгаузена (10 тисяч осіб). Незважаючи на заклики командування Антанти про необхідність утримувати оборону німецький солдатський комітет почав переговори про здачу міста.
5 березня Григор'єв надіслав ультиматум міській думі Миколаєва з вимогою негайно здати місто. 5-7 березня атаки григор'євців були успішно відбиті захисниками міста з великими втратами для радянських військ, в тому числі від дій німецької важкої артилерії і корабельної артилерії французького крейсера, що стояв в гирлі річки Південний Буг. Однак через кілька днів, зважаючи на втрату Херсона та прибуття до наступаючим свіжих підкріплень, французьке командування оголосило евакуацію союзних сил, і 14 березня 'Миколаїв був зданий без бою. В здачі Миколаєва істотну роль зіграла позиція німецького гарнізону та командира 15-ї дивізії генерала Зак-Гальгаузена, які вирішили підтримати наступ григор'євців і підписали Угода про відновлення в місті Радянської влади. Німецькі частини при цьому роззброїли невелику добровольчу білогвардійську дружину, передавши владу в місті і трофеї (20 важких знарядь, військове спорядження і понад 2 тисячі коней) Раді робітничих депутатів і військам Григор'єва.
Взяття Херсоном, Миколаєвом і прилеглими територіями з основними залізничними магістралями створило сприятливі умови для подальшого наступу військ Групи Харківського напрямку на півдні України.
15 березня григор'євці відбили у білих залізничну станцію Роздільна і основну їх базу на півдні України - Роштас.
17 березня григор'євці захопили залізничну станцію Березівка, яку утримували польські легіонери, французькі частини (2 тисячі багнетів) і білогвардійці. У боях за Березівку противник втратив близько 400 осіб (в тому числі близько 150 убитими); були захоплені трофеї - 8 гармат, 5 танків Renault FT-17. Один з танків був відправлений до Москви, в подарунок Леніну. Ще чотири танки Renault FT-17 були залізницею доставлено на Харківський паровозобудівний завод для ремонту і доукомплектування.
Залишивши Березівку, командування військ Антанти вирішило висунути на фронт частини «Добровольчої армії Одеського району» генерала Тімановского. Тисяча добровольців при двох гарматах зайняли фронт від залізниці Миколаїв - Одеса до Чорного моря, прикриваючи Очаків. Ще два кінних ескадрону добровольців за підтримки польського батальйону перекрили залізницю Миколаїв - Одеса, а в тилу цієї ділянки оборони розташовувалися греки (тисяча багнетів).
20 березня командувач військами Харківської групи військ Скачко  видав наказ № 22, в якому поставив 1-й Задніпровській дивізії бойове завдання: 1-й бригаді Григор'єва - взяти Одесу; 2-й бригаді Котова - блокувати Крим; 3-й бригаді Махна - вийти на лінію с. Платовка -  Маріуполь.
22 березня з Групи військ Харківського напряму була виділена ударна група для ведення бойових дій на Одеському напрямку, до складу якої увійшла і 1-я бригада під командуванням Григор'єва. Повному здійсненню цих планів завадило загострення обстановки під Києвом, яке змусило командувача Українським фронтом Антонова-Овсієнка перекинути більшу частину боєздатних частин з півдня на оборону міста від петлюрівців. Операцію із захоплення Одеси Григор'єву довелося здійснювати силами своєї бригади: 1-й Верблюзький полк (бл. 3900 чол.), 2-й Херсонський полк (бл. 4 000 чол.), 3-й Таврійський полк (понад 3 000 осіб). Підтримку 1-й бригаді надавали лише два доданих полки:  1-й Вознесенський (450 чол.) і 15-й Український радянський полк.
Тим часом 24 березня Реввійськрада Українського фронту ухвалила рішення про створення 1-ї, 2-ї і 3-ї Українських радянських армій.
25 березня григор'євцями була захоплена станція Сербка, 26 березня - станція Колосівка, в боях за яку було взято в полон до 2 тисяч військовиків Антанти, 28 березня впала станція Кремидівка. Спроба сил Антанти і одеських білогвардійців провести 29 березня контрнаступ на Сербку не принесла успіху. Близько 8 тисяч французьких, грецьких, румунських, польських військовиків відбили станцію, але нічна атака григор'євців привела до панічного втечі антантівців, які в поспіху залишили григор'євцям французький літак. 29 березня білогвардійцями був залишений без бою Очаків, після чого оборона «Одеської білої армії» сконцентрувалася на ділянці Роздільна - Сербка - Одеса. Одеса виявилася в повному оточенні «червоних».
31 березня союзники спробували за підтримки двох танків знову атакувати Сербку, але атака захлинулася. У боях за станцію було вбито і важко поранено до 600 військовослужбовців Антанти.
Незважаючи на поразки на фронті, інтервенти і білогвардійці за чисельністю в кілька разів перевищували григор'євців і могли б продовжувати оборону і навіть перейти в контрнаступ, проте 2 квітня начальник штабу французьких військ на Півдні Росії полковник Анрі Фрейденберг фальсифікував наказ французького уряду про евакуацію протягом трьох діб. Поки йшло з'ясування обставин, евакуація прийняла такі масштаби, що її вже було неможливо зупинити. Вранці 3 квітня командувач силами Антанти на Півдні Росії Філіпп д'Ансельм оголосив про евакуацію сил Антанти з Одеси протягом 48 годин.
6 квітня 1-ша бригада Григор'єва увійшла до Одеси, залишену союзними військами.
7 квітня нарком військових справ УРСР М. І. Подвойський телеграмою повідомив радянський уряд про взяття Одеси.
7 квітня в складі Українського фронту була утворена Група військ Одеського напрямку шляхом виділення військ з Групи військ Харківського напряму. До складу групи увійшла і 1-я Задніпровська бригада 1-ї Задніпровської Української радянської дивізії.
14 квітня радянські війська взяли Роздільну. Румунські війська відійшли за Дністер. 18 квітня був узятий Овідіополь, а трохи пізніше - Тирасполь.

## Дії 2-й і 3-й бригад
В середині березня командувач Українським фронтом Антонов-Овсієнко розпорядився «посилити групу Махна для ліквідації Бердянська - Маріуполя» (в порти Маріуполя і Бердянська в грудні 1918 року увійшли кораблі французьких ВМС) частинами 2-ї бригади, що діяла на Кримському напрямку, і 16-м полком з 1-ї бригади Григор'єва.
14 березня 1-я Задніпровська дивізія взяла Мелітополь, розрізавши приазовський фронт білих надвоє.
15 березня махновці зайняли Бердянськ і 19 березня підступили до Маріуполю. На північ від загонів Махна 17 березня оволоділи Волновахою.
20 березня командувач військами Харківської групи військ А. Скачко поставив Задніпровській дивізії і її 3-й бригаді завдання вийти на лінію Платовка - Маріуполь і закріпитися на ній. Це завдання дивізія виконала, причому бригада Махно проявила себе героїчно. Маріуполь впав 29 березня. 27 березня під час бою між бригадою Махна за Маріуполь військово-морські сили Антанти, що стояли на рейді Маріуполя, втрутилися у військові дії, обстріляли наступаючих махновців і висадили невеликий десант. Проте 29 березня був підписаний договір з махновської делегацією, який встановив одноденне перемир'я для евакуації порту. За цей день французькі судна вивезли з порту Маріуполь декілька недобудованих суден, цінності і біженців.
9-й грецький полк 1-ї Задніпровської дивізії, який брав участь у визволенні Маріуполя від білої армії, був нагороджений почесним Червоним прапором, а командиру полку В. Тахтамишеву було оголошено подяку.
2-га бригада в цей період вела бої з військами Кримсько-Азовської армії за Чонгарській і Перекопський перешийки Кримського півострова.
5 квітня дивізія виконала поставлене завдання - захопила Перекопський перешийок і повинна була зупинитися на вигідних позиціях, замкнувши білих в Криму, але наказу вищого командування не було.
Не зустрічаючи серйозного опору, Дибенко направив на півострів управління дивізії, 2-у стрілецьку бригаду, інженерний батальйон і інші частини. Дивізію підтримував автоброньовий дивізіон особливого призначення при Раді Народних Комісарів УРСР (командир дивізіону О. І. Селявкін).
10 квітня 2-га стрілецька бригада зайняла Сімферополь.

## Розформування
15 квітня наказом по військах Українського фронту створені 2-а і 3-я Українські радянські армії (на основі рішення Реввійськради Українського фронту від 24 березня 1919).
2-га українська радянська армія створена з частин Групи військ Харківського напряму (Управління, 2-а і 3-я Задніпровські бригади 1-ї Задніпровської Української радянської дивізії, 2-я окрема бригада, Кримська бригада), які були розгорнуті в дві штатні дивізії: 3-ю Українську і 7-у Українську.
- 3-тя українська радянська дивізія повинна була формуватися на основі управління дивізії і 2-ї бригади 1-ї Задніпровської дивізії та інших частин. Начдив Котов.
- 7-ма українська радянська дивізія повинна була формуватися на основі 3-ї бригади 1-ї Задніпровської дивізії, і інших частин. Начдив Н. І. Махно.

3-тя Українська радянська армія створювалася з частин Групи військ одеського напрямку, які зводилися у дві штатні дивізії (5-ту і 6-ту Українські радянські дивізії).
- 5-та українська радянська дивізія повинна була формуватися в Києві.
- 6-та українська радянська дивізія повинна була формуватися на основі 1-ї бригади 1-ї Задніпровської дивізії та інших частин. Начальник дивізії - Григор'єв.

## Командування
- Начальник дивізії П. Ю. Дибенко (30.01.1919), (21.02 - 15.04.1919).
- Начальник політичного відділу дивізії О. М. Коллонтай (30.01 або 21.02-15.04.1919).
- Військові комісари:
  - Клейтман політичний комісар (21-27 лютого 1919 виконував обов'язки військового комісара дивізії)
  - Курінний (тво, 28.02. - 4.03.1919)
  - Каверін (4 - 19.03.1919)
  - П. І. Лукомський (19.03 - 15.04.1919)
- Начальник штабу дивізії С. І. Петриківський (30.01. Або 21.02-15.04.1919).
  - Петриківський С. І. Начальник штабу 1-ї Української повстанської дивізії (22.09.1918 - ...).

## Інші командири
На 30 січня 1919:
- 1-ша Задніпровська бригада:
  - Командир бригади Н. О. Григор'єв (2 лютого-15 квітня 1919).
  - Начальник штабу бригади Ю. О. Тютюнник (лютий-15 квітня 1919).
- 2-га Задніпровська бригада - командир бригади Котов (1 лютого 1919).
- 3-тя Задніпровська бригада - командир бригади Н. І. Махно (1 лютого-15 квітня 1919).

## Склад дивізії
На 21 лютого 1919:
- Управління дивізії
- 1-ша Задніпровська Українська радянська бригада
- 2-га Задніпровська Українська радянська бригада
- 3-тя Задніпровська Українська радянська бригада
- Інженерний батальйон.